# Isaac
Según el Libro de Génesis, Isaac (en hebreo יִצְחָקYitzhak o Yiṣḥāq en árabe إسحاق Ish'aq, "reirá" o "risa") es el segundo de los patriarcas del pueblo de Israel; hijo del primer patriarca de los hebreos Abraham, que fue el que lideró la migración de los hebreos desde Mesopotamia hacia el Levante Mediterráneo, y de su esposa Sara. Su nombre significa «hará reír» y se debe a la hilaridad que causó a su madre el anuncio de un viajero al que había hospedado de que daría luz a un hijo, pues «dada su edad, no podía creer estar embarazada». Según el relato bíblico, Sara contaba con noventa años y Abraham con cien años en ese momento.

## Biografía
En la tradición bíblica, el parto sobrenatural de Isaac fue un resultado del pacto que realizó Yavé con Abraham, y que selló la elección del pueblo judío como receptor de la ley divina; el símbolo tangible de ese pacto sería la circuncisión, cuyo nombre usual en hebreo, ברית מילה, brit milah, significa literalmente «pacto». En razón de esto, el libro de Amós sugiere que Israel era uno de los nombres de Isaac; sin embargo, la crítica bíblica, por lo general, considera que este se aplica a su hijo Jacob. Jacob era uno de los dos hijos mellizos de Isaac.

## Sacrificio

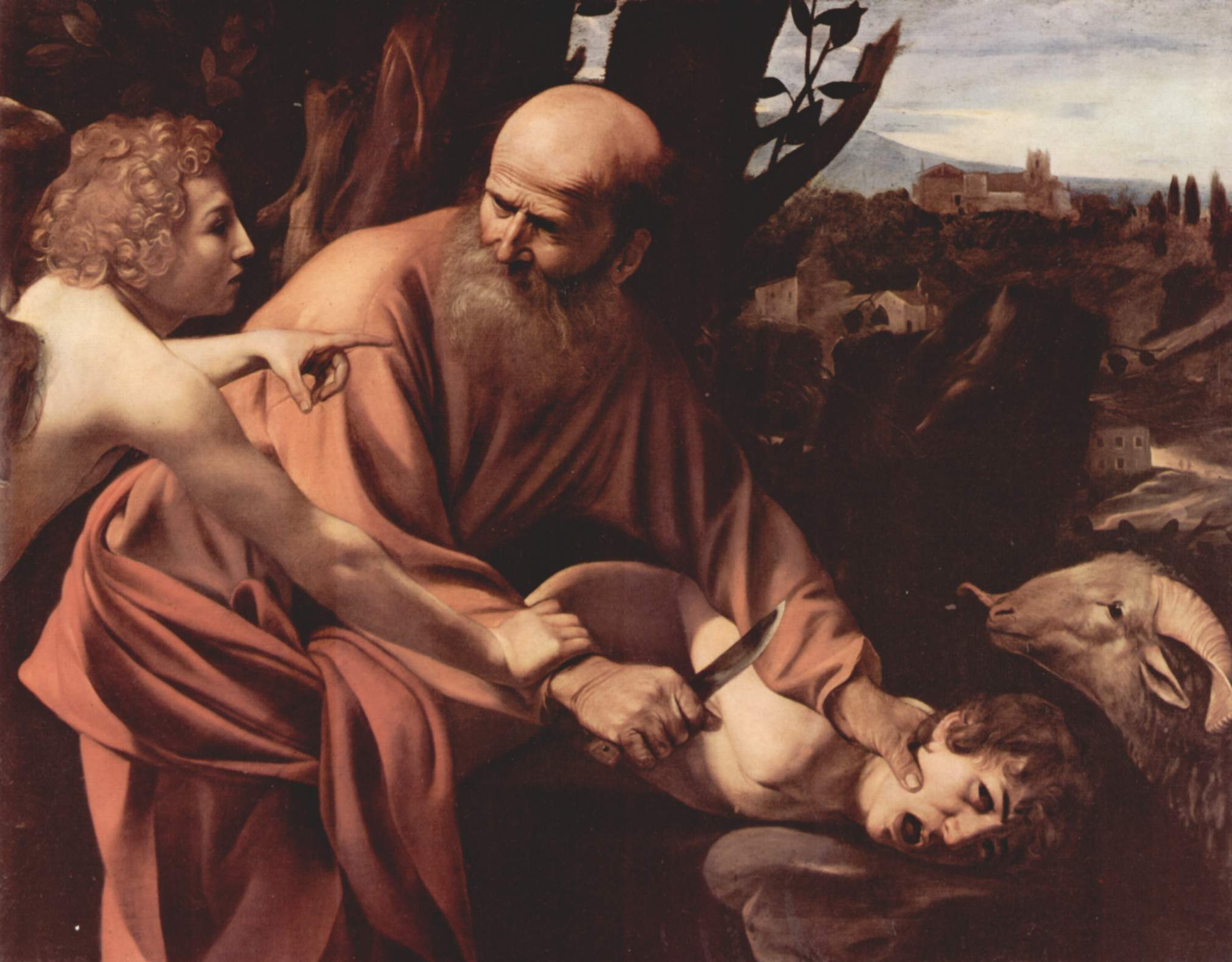
Sacrificio de Isaac por Caravaggio

Uno de los episodios más controvertidos teológicamente del texto bíblico concierne también a Isaac cuando joven; relata que Yahveh, para probar a Abraham, le solicitó que sacrificara a su hijo en el Monte Moriá. Aunque destrozado por la pena, Abraham accedió al mandato, pero un ángel lo detuvo en el último momento, y le ordenó que sacrificara un cordero en su lugar. Este sacrificio ritual fue el origen de las prácticas sacrificiales llevadas a cabo en el Templo de Jerusalén durante la época del reino de Israel.
El islam considera que el hijo que Abraham iba a sacrificar era su primogénito Ismael, fruto de la relación consentida por Sarai su esposa con la esclava egipcia Agar. Sarai y Abram, que eran medio hermanos por parte de padre, por indicación divina, cambiarán sus respectivos nombres a Sara (princesa) y Abraham cuando Yahveh les concede el ruego de poder ser padres pese a que ya eran ancianos.

## Matrimonio y descendencia

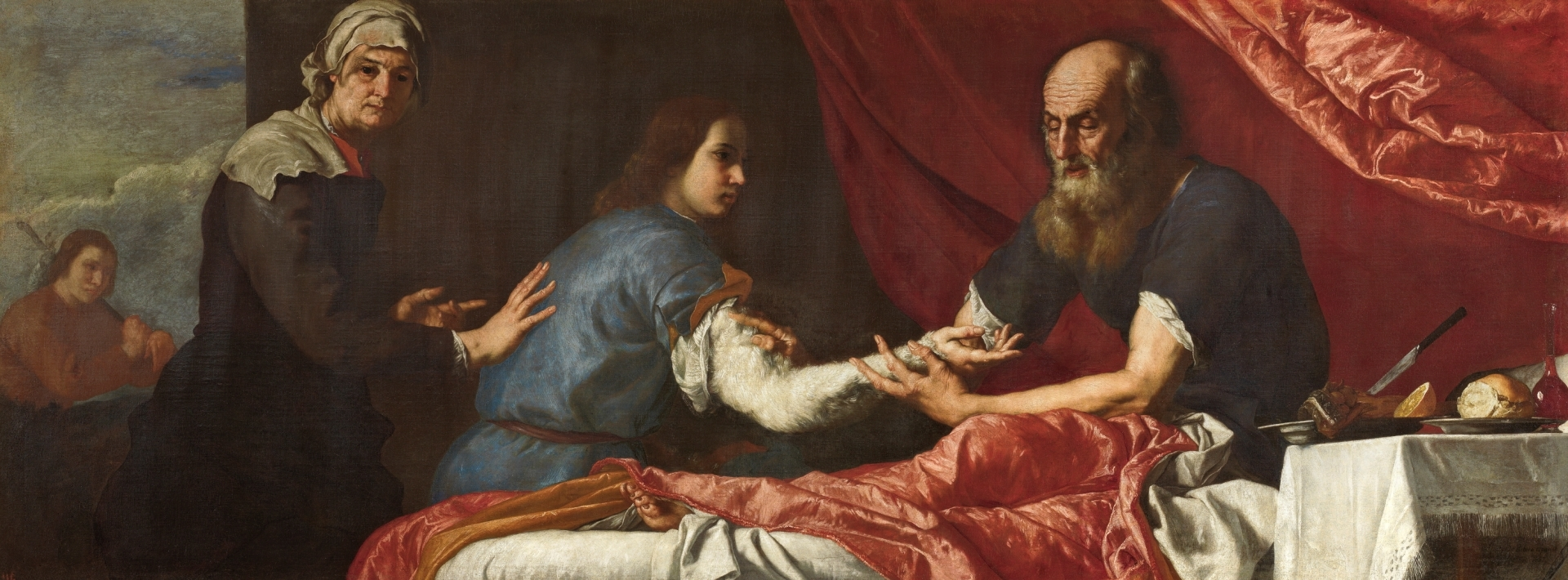
Isaac bendice a su hijo Jacob en un cuadro de José de Ribera, Museo del Prado.

Isaac contrajo matrimonio alrededor de los cuarenta años de edad, cuando su padre Abraham envió a Eliezer a buscarle una esposa; Rebeca hija de Betuel, hermana de Labán, fue la elegida. Rebeca tuvo, a los sesenta años, dos hijos mellizos: Esaú y Jacob. La preferencia de Isaac por Esaú el primogénito, dio lugar al episodio del engaño de Jacob. En Génesis 27 se dice que tras haber comprado de Esaú la primogenitura por un plato de lentejas (Génesis 25:27-34) un día que este llegó hambriento a casa, Rebeca obligó a Jacob a disfrazarse con una piel de cordero para simular que era su velludo hermano y obtener la bendición paterna de Isaac.
Tras un periodo de carencias, Isaac emigró hacia Gerar, donde firmó un tratado de paz con el rey filisteo Abimelec; luego se afincó y vivió en Beerseba, en donde renovó la alianza con Yahvé.

## Isaac en la literatura
El novelista español Gustavo Martín Garzo recreó la vida de Isaac en su obra No hay amor tras la muerte (2017).